# Carl Gerhard Bolinder
Carl Gerhard Bolinder, född 24 september 1818 i Vaksala öster om Uppsala, död 21 maj 1892 i Stockholm, var en svensk industriman.

## Studieresa i Storbritannien
Bolinder fick anställning vid 19 års ålder som elev vid Samuel Owens verkstad i Stockholm 1837. Han blev Jernkontorets stipendiat vid Motala verkstad 3 april 1838 och flyttade snart till Motala. Därefter blev han verkmästare vid Frans Henrik Kockum den äldres mekaniska verkstad, Kockums Mekaniska Werkstad i Kockums gjuteri i Malmö. År 1841 gjorde han en studieresa till England och Skottland tillsammans med brodern Jean Bolinder och där praktiserade han åren 1841–1844, huvudsakligen i Manchester. Han arbetade på flera stora verkstäder och satte sig väl in i den mekaniska industrins olika grenar.

## Grundade Bolinders Mekaniska Verkstad på Kungsholmen

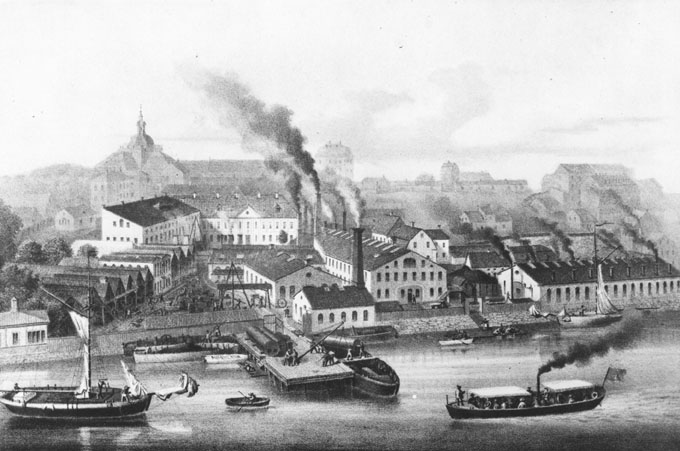
J. & C.G. Bolinders Mekaniska Verkstads AB vid Klara sjö på Kungsholmen 1872.

Vid hemkomsten till Sverige började han genast att tillsammans med brodern göra förberedelser för att anlägga en mekanisk verkstad. Tillsammans med brodern grundade han år 1845 J. & C.G. Bolinders Mekaniska Verkstad i Stockholm, där Carl Gerhard Bolinder blev arbetsledare medan Jean Bolinder sattes som direktör."Hade brodern Jean den yttre ledningen, var Carl Gerhard den egentlige ledaren av verkstaden. Hans organisatoriska hand och ständiga omtanke var av största betydelse för denna verkstads utveckling." Från 1873 hette företaget J. & C.G. Bolinders Mekaniska Verkstads AB. Carl Gerhard Bolinder tjänstgjorde vid Bolinders som arbetschef till sin död 1892. År 1870 utnämndes han till Riddare av Vasaorden, RVO.
Av de två bröderna var Carl var den mer industriellt sinnade, medan Jean var mer inriktad på försäljning och marknadsföring. Under de första åren tillverkade företaget ångmaskiner, sågverksutrustning och andra träbearbetningsmaskiner, liksom gjutjärnsprodukter som spisar och värmeelement.
Bolinders blev särskilt berömt för sina motorer. Året efter Carl Gerhard Bolinders död, år 1893, tillverkade företaget Sveriges första fyrtakts förgasarmotor av sitt slag. Semi-dieselmotorerna blev dock företagets största framgång. Uppskattningsvis 80 procent av alla fiskebåtsmotorer i världen hade Bolinder-motorer under 1920-talet.

## Carl Gerhard Bolinder som arbetsledare och organisatör

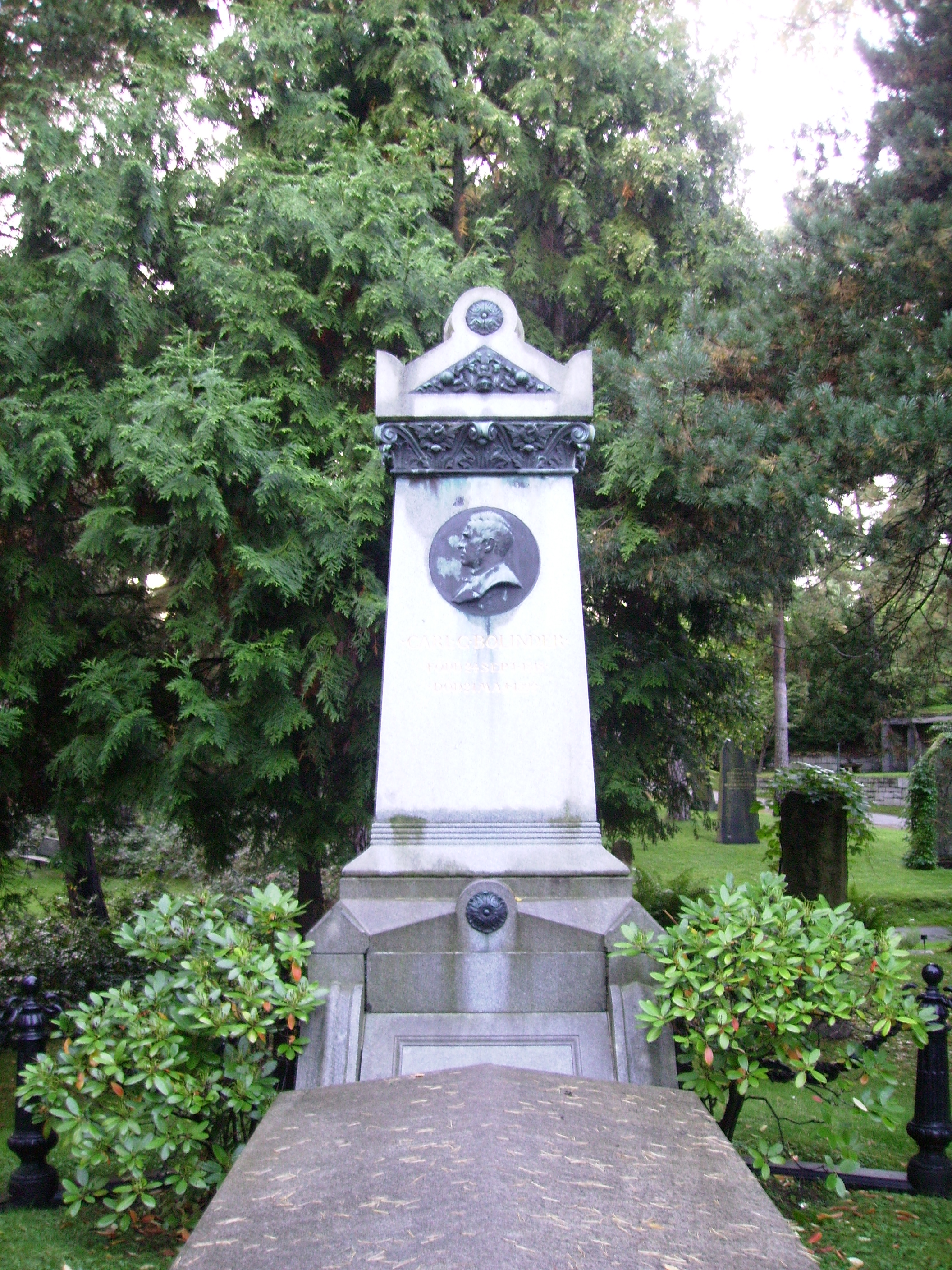
Carl Gerhard Bolinders gravvård på Norra begravningsplatsen i Stockholm.

Carl Gerhard Bolinder var arbetsledare och organisatör i J. & C.G. Bolinders Mekaniska Verkstad som han och brodern Jean Bolinder grundade 1844 vid Klara sjö på Kungsholmen i Stockholm. Företaget blev framgångsrikt. Såsom arbetschef medverkade han i hög grad till verkstadens framgång och utveckling. Han konstruerade själv ett flertal olika arbetsmaskiner. Han kompletterade även i övrigt maskinutrustningen och införde modern drift såväl i verkstaden som i gjuteriet. Han drog då nytta av de kunskaper han hade inhämtat vid sina erfarenheter i Storbritannien. Som person var han kraftfull och en man med utpräglade ledaregenskaper, en redbar och ordningsälskande man. Han vann genom varm välvilja och i sann mening patriarkalisk myndighet sina många underhavandes förtroende och aktning. Carl Gerhard Bolinders son Erik August Bolinder (1863–1930) övertog ledningen i bolaget och blev VD för Bolinders redan 1888 och han förblev i ledningen ända fram till sin död 1930.

## Släktförhållanden
Carl Gerhard Bolinder var son till komminister Erik Bolinder och Elisabeth Johanna Schalin samt yngre bror till ingenjören 
och industrimannen Jean Bolinder (1813–1899). Bolinder gifte sig 24 februari 1861 med Selma Margareta Maria Bäckman, dotter till handelsmannen Martin Bäckman i Hudiksvall. Hon var född 13 juni 1835 och död 12 augusti 1918. Carl Gerhard Bolinder var far till ingenjören Erik August Bolinder, som 1888 övertog ledningen på Bolinders.
År 1883 målade konstnären Georg von Rosen ett porträtt av Carl Gerhard Bolinder.
Carl Gerhard Bolinder är begravd på Norra begravningsplatsen i Solna kommun tillsammans med sin hustru.